# 參旗增六
獵戶座18，又名BD+11 756，HD 34203、SAO 94426、HR 1718，是獵戶座的一颗恒星，视星等为5.56，位于銀經191.3，銀緯-15.25，其B1900.0坐标为赤經5h 10m 30.7s，赤緯+11° -15.25′ 44″。